# Maira placens
Maira placens är en tvåvingeart som först beskrevs av Walker 1859.  Maira placens ingår i släktet Maira och familjen rovflugor. Inga underarter finns listade i Catalogue of Life.